# Saudiarabiens riksvapen
Saudiarabiens riksvapen innehåller två korslagda svärd under en palm, det vanligaste trädet i landet.
Svärden representerar de två stammar som grundade Saudiarabien, huset Saud och huset Wahhab. Dadelpalmen representerar livskraft och utveckling.